# Melting
Melting – pierwszy album studyjny południowokoreańskiej grupy Mamamoo, wydany 26 lutego 2016 roku przez wytwórnię RBW. Głównym singlem z płyty jest „You're the best” (kor. 넌 is 뭔들). Sprzedał się w nakładzie 43 525 egzemplarzy w Korei Południowej (stan na czerwiec 2018). Przed premierą płyty zespół wydał dwa single: 26 stycznia ukazała się ballada R&B „I Miss You”, a „1cm/Taller than You” (kor. 1cm의 자존심 1cm-ui Jajunsim) ukazał się 11 lutego wraz z teledyskiem.

## Lista utworów
| CD  | CD                                                                         | CD                                    | CD                                       | CD                                  | CD      |
| Nr  | Tytuł utworu                                                               | Tekst                                 | Kompozycja                               | Aranżacja                           | Długość |
| --- | -------------------------------------------------------------------------- | ------------------------------------- | ---------------------------------------- | ----------------------------------- | ------- |
| 1.  | „1cm-ui Jajunsim” (kor. 1cm의 자존심, ang. Taller Than You)                | Kim Do-hoon, Moonbyul, Solar, Hwasa   | Kim Do-hoon                              | Kim Do-hoon, Park Woo-sang          | 3:05    |
| 2.  | „Urikkiri (Words Don't Come Easy)” (kor. 우리끼리 (Words Don't Come Easy)) | Kim Do-hoon, Park Woo-sang, Esna      | Kim Do-hoon, Park Woo-sang               | Park Woo-sang                       | 3:56    |
| 3.  | „Neon is Mwondeul” (kor. 넌 is 뭔들, ang. You're the Best)                 | Kim Do-hoon, Moonbyul, Solar          | Kim Do-hoon, Park Jang-geun              | Kim Do-hoon                         | 3:50    |
| 4.  | „Geumyoilbam” (kor. 금요일밤, ang. Friday Night) (Feat. Junggigo)          | Park Woo-sang, Moonbyul               | Park Woo-sang                            | Park Woo-sang                       | 3:22    |
| 5.  | „Gohyang-i” (kor. 고향이, ang. My Hometown)                                | Kim Do-hoon, Mamamoo                  | Kim Do-hoon, Solar                       | Kim Do-hoon                         | 3:21    |
| 6.  | „Emotion”                                                                  | Cosmic Sound, Cosmos, Moonbyul        | Cosmic Sound, Cosmos                     | Cosmic Sound, Cosmos, Kang Min-hoon | 3:28    |
| 7.  | „I Miss You”                                                               | Kim Do-hoon, Hwang Yoo-bin, Moonbyul  | Kim Do-hoon                              | Lee Hyeon-seung                     | 4:16    |
| 8.  | „Funky Boy”                                                                | Yoon Hye-joo                          | Daniel Palm, Ellen Berg Tollbom          | Park Woo-sang                       | 3:36    |
| 9.  | „Naman-ui Recipe” (kor. 나만의 Recipe)                                     | Park Woo-sang, Moonbyul, Solar, Hwasa | Kim Do-hoon, Park Woo-sang, Solar, Hwasa | Kim Do-hoon, Park Woo-sang          | 2:49    |
| 10. | „Goyang-i (Cat Fight)” (kor. 고양이 (Cat Fight))                           | Lee Hoo-san, Hwang Yoo-bin, Moonbyul  | Lee Hoo-san, S2REN                       | Lee Hoo-san                         | 3:27    |
| 11. | „Just”                                                                     | Park Woo-sang                         | Park Woo-sang                            | Park Woo-sang                       | 3:42    |
| 12. | „Girl Crush”                                                               | Park Woo-sang, Jang Yoon-seo          | Park Woo-sang                            | Park Woo-sang                       | 3:08    |
| 13. | „Neon is Mwondeul” (kor. 넌 is 뭔들) (Instr.)                              |                                       | Kim Do-hoon, Park Jang-geun              | Kim Do-hoon                         | 3:50    |
|     |                                                                            |                                       |                                          |                                     | 45:50   |

## Notowania
| Lista                       | Pozycja |
| --------------------------- | ------- |
| Gaon Weekly Album Chart     | 2       |
| US World Albums (Billboard) | 8       |
| Five Music (Tajwan)         | 7       |